# Antoni Rybak
Antoni Rybak (ur. 5 stycznia 1912 w Breniu Osuchowskim, zm. 6 października 1996) – polski rolnik i polityk, poseł na Sejm PRL III i IV kadencji.

## Życiorys
Syn Jana. Młode lata spędził w Wampierzowie, pomagając w gospodarstwie rolnym. Uzyskał wykształcenie podstawowe w szkole ludowej, później ukończył i organizował kursy na Uniwersytecie Ludowym w Gaci. W 1932 wstąpił do Związku Młodzieży Wiejskiej RP „Wici” i Stronnictwa Ludowego w Wampierzowie. Za działalność polityczną był represjonowany. Został skierowany do służby wojskowej w Korpusie Ochrony Pogranicza w Czortkowie, a następnie do szkoły podoficerskiej, którą ukończył z wyróżnieniem. Po powrocie do Wampierzowa ponownie represjonowany za działalność polityczną. W 1938 wyemigrował do Francji, gdzie pracował w gospodarstwie rolnym w Pontarlier. Po wybuchu II wojny światowej wstąpił do Wojska Polskiego, gdzie szkolił żołnierzy. W 1940 był żołnierzem Samodzielnej Brygady Strzelców Podhalańskich, wziął udział w bitwie o Narvik. Po kapitulacji Norwegii dostał się do niewoli niemieckiej. Do końca wojny przebywał w obozie jenieckim, początkowo we Francji, a następnie w Niemczech. Po wojnie powrócił do Francji, podejmując pracę jako górnik w kopalni węgla w Zagłębiu Północnym. Następnie powrócił do Polski, obejmując po wuju gospodarstwo w Wampierzowie. Ze względu na innowacyjność zostało ono przedstawione w programie Kraj Telewizji Polskiej. Był członkiem Związku Hodowców Trzody Chlewnej, Związku Hodowców Bydła Mlecznego i Związku Hodowców Koni.
Podjął ponownie działalność w ZMW „Wici”, w 1946 przystąpił także do Polskiego Stronnictwa Ludowego, a w 1949 wraz z nim do Zjednoczonego Stronnictwa Ludowego, organizując jego koła w powiecie mieleckim. Był członkiem prezydium wojewódzkiego komitetu ZSL w Rzeszowie (1952–1960) i prezesem powiatowego komitetu w Mielcu (1960–1973).
Sprawował funkcję przewodniczącego gminnej rady narodowej w Wadowicach Górnych. W 1961 i 1965 uzyskiwał mandat posła na Sejm PRL w okręgu Tarnobrzeg. W trakcie swej pierwszej kadencji pracował w Komisji Rolnictwa i Przemysłu Spożywczego, a w kolejnej w Komisji Przemysłu Ciężkiego, Chemicznego i Górnictwa.
Pochowany w Wadowicach Górnych.

## Odznaczenia
- Krzyż Kawalerski Orderu Odrodzenia Polski
- Złoty Krzyż Zasługi
- Srebrny Krzyż Zasługi (1954)[1]
- Medal 10-lecia Polski Ludowej (1954)[2]
- Odznaka 1000-lecia Państwa Polskiego
- Krzyż Wojenny (1940) – Francja